# Мирко Цветковић
Мирко Цветковић (Зајечар, 16. август 1950) српски је економиста и политичар. Цветковић је бивши председник Владе Републике Србије и народни посланик у Народној скупштини Републике Србије.

## Биографија
Мирко Цветковић је рођен 16. августа 1950. године у Зајечару, од оца Србољуба који је такође био економиста и мајке Стане, апотекарке. Добио је име по свом деди, крагујевачком наставнику кога су немачки нацисти стрељали 21. октобра 1941. током крагујевачког масакра.
У родном граду са одличним успехом завршава основну школу и гимназију. У исто време завршава и нижу музичку школу за дувачке инструменте и клавир.
Као младић је волео спорт, био је у првој постави стонотениског клуба, свирао је клавир и саксофон, а у аматерској групи „Косинуси“ кларинет.
После завршетка гимназије, одлази у Београд, где уписује Економски факултет Универзитета у Београду. Тамо упознаје Зорицу (дипломираног агроеконома), своју садашњу супругу.
Дипломирао је, магистрирао, и докторирао (докторска теза: „Допринос моделирању енергетског сектора Југославије") на Економском факултету у Београду.
У току 1985. године као истраживач је провео један семестар на Економском факултету Универзитета Манчестер у Уједињеном Краљевству.
Резервни је официр Војске Србије.
Ожењен Зорицом, отац Олге, дипломиране правнице и Александра, економисте. Живи у Земуну. Говори енглески језик.

## Професионална каријера
Један је од српских експерата консултаната средње генерације који је осамдесетих година радио као екстерни консултант за Светску банку на већем броју пројеката у Пакистану, Индији и Турској, као и за УНДП („United Nations Development Programme“) у Сомалији, на пројектима фирми РЦГ (Вашингтон) и ИДЕА (Мадрид) и на пројектима у Украјини (Запорожје) и Адигеји (Маикоп).
Радни стаж започео је у Рударском институту, где је радио десет година. Потом прелази у Економски институт, где ради шест година, да би каријеру консултанта у наредних седам година наставио у консултантској кући „CES Mecon“. У пословним круговима, од тада, има надимак „патријарх консултантских послова“. Од 1998. до 2001. године ради као саветник за економска питања у Рударском институту.
Објавио је више стручних текстова и чланака из области приватизације у земљи и иностранству.

## Политичка каријера

### У Влади Зорана Ђинђића
Од јануара 2001. у Влади премијера Зорана Ђинђића, ради на месту заменика министра у Министарству за привреду и приватизацију. У периоду од 2003. до 2004. године био је директор Агенције за приватизацију РС, на чијем челу је фактички од нуле створио организацију за приватизацију фирми у друштвеном капиталу. Након доласка на власт Војислава Коштунице подноси оставку, повлачи се из политике и води агенцију за консалтинг.

### Министар финансија
На дужност министра финансија, са квоте Демократске странке (формално није члан), изабран је 15. маја 2007. године.
Забележено је да је за време његовог министровања укинут порез на куповину првог стана.

### Председник Владе
После неколико недеља нагађања о могућим кандидатима (у игри су били Вук Јеремић и Бојан Пајтић), 27. јуна 2008. председник Републике Борис Тадић је поверио Мирку Цветковићу мандат за састав нове Владе Србије.
На дужност председника Владе Републике Србије, гласовима 127 посланика Народне Скупштине, изабран је 7. јула 2008. године.
Влада Мирка Цветковића је трећа Влада од 5. октобра 2000. године у којој не учествује Демократска странка Србије (прва је била реконструисана Влада др Зорана Ђинђића од августа 2001, а друга влада господина Зорана Живковића), а прва у којој учествује Социјалистичка партија Србије, и долази након две Владе на чијем је челу био др Војислав Коштуница, председник ДСС-а.
Ово је 11. Влада Србије од успостављања вишестраначја 1990. године.
Владу су формирале странке листе „За европску Србију“ (ДС-Г17 плус-СПО), коалиција СПС-Јединствена Србија-ПУПС и странке националних мањина.
Мирко Цветковић је први нестраначки председник владе Србије после 105 година.
Мирко Цветковић је 15. личност у српској историји која је после дужности министра финансија била председник владе и пета личност која је директно из фотеље министра финансија села у премијерску.
У Влади М. Цветковића на челу пет министарства се налазе жене, чиме је то Влада са највише жена у српској историји.
У влади Мирка Цветковића се налазе сви министри финансија након 5. октобра 2000. године (Ђелић, Динкић, Цветковић).
Прва електронска седница Владе Србије одржана је под председништвом Мирка Цветковића 11. јуна 2009. године.
Влада Србије под председништвом Мирка Цветковића је донела одлуку о укидању обавезног служења војног рока од 1. јануара 2011. године, чиме ће у војску од Нове године бити упућивани само они који то желе. Војска Србије ће бити потпуно професионализована, а војни контингент чиниће 16.000 војника.
Уз велике мере безбедности у центру Београда је 10. октобра 2010. године одржана прва Парада поноса. Пре, за време и после параде више организованих група хулигана изазвали су сукобе са полицијом, у граду је причињена велика материјална штета, али припадници ЛГБТ популацији ни једног тренутка нису били угрожени.

##### Изградња инфраструктуре
Изградња инфраструктуре је приоритетни задатак Владе Мирка Цветковића. Започети су радови првенствено на Коридору 10 кроз Србију (хрватска граница–Београд–Ниш–македонска граница), и његовим краком Б (мађарска граница–Нови Сад–Београд) и краком Ц (Ниш–Пирот–бугарска граница). Посебна пажња је дата обилазници око Београда (Батајница–Добановци–Сурчин–Остружница–Орловача–Авала–Бубањ Поток), чијом би се изградњом изместио тешки саобраћај из Београда и преко моста Газела, а тиме смањиле гужве у центру главног града.
- Деоница обилазнице око Београда од Остружнице до Ибарске магистрале, „сектор 4“, (дужина деонице, која има четири моста, јесте 7,7 km) отворена је за саобраћај 10. новембра 2008.[19]
- Деоница ауто-пута на Коридору 10 од Левосоја до Прешева (дужина деонице 21,5 km) отворена је за саобраћај 7. јула 2009.[20]
- Две нове деонице ауто-пута код Новог Сада и Суботице (укупне дужине 20 km) пуштене су у саобраћај 29. новембра 2009.[21]
- Децембра 2010. године у саобраћај је пуштена обилазница око Новог Сада у дужини од 13 km[тражи се извор].
- Јула 2011. године су отворене две новоизграђена деонице- од Хоргоша до Бикова (28 km) и од Хоргоша ка Новом Саду (12 km).[тражи се извор]
- Августа 2011 је пуштена у саобраћај деоница ауто-пута од Србобрана до Сирига, у дужини од 13 km[тражи се извор], као и деоница дуга 21 km од Бачке Тополе до Фекетића[22], а крајем септембра деоница од петље Фекетић до петље Врбас у дужини око 10 km[тражи се извор]
- Новоизграђени мост код Бешке, на северном краку коридора 10, пуштен је у саобраћај октобра 2011. године. Мост код Бешке најдужи је мост преко Дунава у Европи – 2,2 km, широк је 15 метара, налази се 55 метара изнад воде, а по изгледу се не разликује од суседног старог моста, удаљеног пет метара. Мост код Бешке је први мост на Дунаву изграђен у Србији после 40 година.[23]
- Део обилазнице око Београда, од Батајнице до Добановаца и од Орловаче до новог тунела Стражевица, у укупној дужини од 16 km отворен је почетком маја 2012. године. На тај начин је измештен тешки саобраћај из Београда, с обзиром да је у функцији укупно 40 km обилазнице од петље Батајница до излаза из тунела Стражевица.[24]

Планирано је да се комплетна изградња Коридора 10 (цена: око 1,66 милијарди евра) финансира средствима из буџета и кредитима међународних финансијских организација.
Половином децембра 2008. концесионар ауто-пута Хоргош–Пожега једнострано је раскинуо уговор о концесији, након вишемесечног преговарања са Владом Србије на који начин ће бити прекинут споразум о концесији. Готово неподељено мишљење економских стручњака, аналитичара и јавности је било да је уговор о концесији био штетан за грађане Републике и пре бројних захтева Алпине-Пора за променама делова уговора.

##### Косово и Метохија
Влада Мирка Цветковића као један од основних циљева има преузимање свих правних, политичких и дипломатских мера како би сачувала територијални интегритет и целовитост Републике. У том смислу Мирко Цветковић у сваком интервју истиче да његова влада никада неће признати независност Космета.
Мирко Цветковић (тада министар финансија) је био један од неколико министара са листе ДС који је присуствовао митингу „Косово је Србија“, 21. фебруара 2008. године.
Генерална скупштина Уједињених нација усвојила је већином гласова 8. октобра 2008. резолуцију којом се од Међународног суда правде (МСП) тражи саветодавно мишљење о законитости проглашења независности Косова. Србија је затражила да Међународни суд правде одговори на питање „да ли је независност Косова коју су једнострано прогласиле привремене институције самоуправе у складу с међународним правом“. За резолуцију су гласали представници 77 земаља, против је било шест, а 74 је било уздржаних.
Дана 27. новембра 2008. Године, Савет безбедности УН подржао је извештај генералног секретара УН Бан Кимуна, у коме су изнете препоруке о реконфигурацији УНМИК-а и распоређивању Еулекса на Косову и Метохији према споразуму о шест тачака са Србијом. Овом одлуком омогућено је распоређивање статусно неутралног Еулекса на Космету. Србија је испословала да мисија Еулекс буде размештена уз испуњење услова – да Еулекс буде под окриљем резолуције 1244, да буде потврђен од стране Савета безбедности УН, да буде статусно неутралан и да не спроводи план Мартија Ахтисарија. Власти косовских Албанаца су план одбиле

##### Односи саРуском федерацијом
Један од прокламованих приоритета Владе Мирка Цветковића је даље продубљивање и проширивање економских и политичких односа Србије са Руском Федерацијом. Влада се обавезала да ће као и до сада тесно сарађивати са Руском Федерацијом и свим државама које се противе или нису признале независност Косова и Метохије.
У том правцу, ратификација гасног аранжмана са „Гаспромом“ у Скупштини Србије је била једна од првих законодавних иницијатива нове Владе. 9. септембра 2008. је Скупштина усвојила Закон о потврђивању Споразума између Владе Републике Србије и Руске Федерације о сарадњи у области нафтне и гасне привреде. За потврђивање енергетског споразума гласало је 214 посланика, против су била 22, а један посланик није гласао, од укупно 237 посланика.
Србија и Русија потписале су 24. децембра 2008. уговор о продаји НИС-а Гаспрому за 400 милиона евра и споразум о изградњи гасовода Јужни ток и завршетку складишта гаса Банатски двор. Споразум који су потписали председници Србије и Русије Борис Тадић и Дмитриј Медведев ће бити политичка гаранција да ће Србија добити гасовод Јужни ток и да ће бити завршено подземно складиште гаса Банатски двор.
Прва руска банка, Московска банка, почела је да ради у Србији половином октобра 2008. године.

##### Финансијска криза 2008/09. године
Као једну од мера за борбу против финансијске кризе, Влада Мирка Цветковића је 6. новембра донела одлуку да смањи плате члановима управних одбора предузећа у власништву државе, у неким случајевима чак и за 95%. Смањене су и плате директора јавних предузећа до нивоа премијерске (смањења од 60 до 80%). Процене стручних кругова су да је овим одлукама уштеда, само на нивоу управних одбора, на годишњем нивоу милијарду динара
Влада Србије је повећала државну гаранцију у банкама за све штедне улоге до износа од 50.000 евра, чиме је обухваћено преко деведесет одсто свих улога. Економски аналитичари сматрају да је то једна од мера које су сачувале српски банкарски систем, а банке су саопштиле да је тренд повлачења улога заустављен и да је од почетка 2009. године приметан раст штедних улога
Дана 7. априла је премијер Цветковић објавио нове мере у борби против кризе, које су у јавности назване „Највеће прилагођавање које је икада обављено у српским јавним финансијама". Мерама је предвиђено привремено смањење плата у државној администрацији на свим нивоима и опорезивање већих плата, повећање акцизе на бензин и дизел, увођење акциза на мобилну телефонију и повећање пореза на употребу аутомобила велике радне запремине, јахти и летелица.
Пензионерске принадлежности, и поред тога што су замрзнуте у 2009. години, премашиле су током марта обећани. максимум од 70% учешћа у просечној заради

##### Европске интеграције
Влада Мирка Цветковића је испунила све услове (усвојени закони, формиране институције предвиђене њима, донете потребне стратегије и акциони планови), чиме су за грађане Србије од 19. децембра 2009. године укинуте визе за путовање у земље ЕУ Тиме се, после више од двадесет година, грађанима Србије омогућава да слободно путују и бораве у 25 земаља које чине шенгенски простор (са више од 400 милиона становника и површином од преко 4,3 милиона километара квадратних), као и у Швајцарску, Исланд и Норвешку (које нису чланице ЕУ)
Министри спољних послова ЕУ су 7. децембра 2009. одлучили да одмрзну Прелазни трговински споразум са Србијом. Као разлози за ту одлуку су наведени спровођење кључних реформи од стране Владе Мирка Цветковића, као и позитивна сарадња са Хашким трибуналом.
Председник Републике Борис Тадић је 22. децембра 2009. предао у име Владе. захтев за кандидатуру Србије за чланство у ЕУ шведском премијеру Фредерику Рејнфелту
Дана 12. октобра 2011. године је Европска комисија предложила да се Србији додели статус кандидата за пријем у Унију., а 1. марта 2012. су шефови држава и влада држава чланица ЕУ на самиту у Бриселу доделили Србији статус кандидата за чланство у Унији

##### Тужба противХрватскеза геноцид над Србима
Дана 20. новембра 2008. Влада Републике је одлучила да поднесе тужбу против Хрватске Међународном суду правде за геноцид над Србима. Већина политичких странака, удружења грађана која представљају прогнане Србе током офанзиве Хрватске војске „Олуја“, и јавно мњење у Србији је подржало ову иницијативу. У образложењу се каже да је жеља да се Србија одбрани пред Судом правде и да контратужбом максимално заштити интересе државе и народа. Наглашено је да ће тужба сагледавати сва догађања у двадесетом веку, од погрома над Србима у току Првог светског рата, геноцида над Србима у Независној Држави Хрватској до „Бљеска“ и „Олује“ .